# Joseph Hansen (remero)
Joseph Hansen (Reno, 13 de agosto de 1979) es un deportista estadounidense que compitió en remo.
Participó en los Juegos Olímpicos de Atenas 2004, obteniendo una medalla de oro en la prueba de ocho con timonel. Ganó dos medallas en el Campeonato Mundial de Remo, en los años 2002 y 2003.

## Palmarés internacional
| Juegos Olímpicos   | Juegos Olímpicos | Juegos Olímpicos  | Juegos Olímpicos |
| Año                | Lugar            | Medalla           | Prueba           |
| ------------------ | ---------------- | ----------------- | ---------------- |
| 2004               | Atenas (Grecia)  | Medalla de oro    | Ocho con timonel |
| Campeonato Mundial |                  |                   |                  |
| Año                | Lugar            | Medalla           | Prueba           |
| 2002               | Sevilla (España) | Medalla de bronce | Ocho con timonel |
| 2003               | Milán (Italia)   | Medalla de plata  | Ocho con timonel |